# Vladimir Bure
Pour les articles homonymes, voir Boure et Bure.
Vladimir Bure (en russe : Владимир Владимирович Буре, Vladimir Valerievitch Bouré), né le 4 décembre 1950 à Norilsk en URSS et mort le 3 septembre 2024, est un nageur soviétique, spécialiste des épreuves de nage libre. Il est recordman et quadruple médaillé olympique dans les années 1970.
Depuis 1999, il est consultant de remise en forme des Devils du New Jersey évoluant en Ligue nationale de hockey.

## Carrière sportive en URSS
Formé au Lokomotiv de Moscou puis au CSKA de Moscou, il a participé aux Jeux olympiques d'été de 1968, 1972 et 1976, en rapportant 1 médaille d'argent et 3 médailles de bronze. Il a par ailleurs été détenteur du record d'Europe du 100 m nage libre de 1972 à 1976, le portant de 52 s 51 à 51 s 32.
Il a été l'entraîneur de natation du club de l'Armée rouge de 1979 à 1985, puis vice-président du club Exsport de 1985 à 1991.

## Carrière sportive aux États-Unis
Arrivé aux États-Unis en 1991, où ses fils Pavel et Valery jouent au hockey sur glace, il devient consultant de remise en forme des Canucks de Vancouver de 1994 à 1998, et depuis 1999 des Devils du New Jersey.

## Palmarès

### Championnats d'Europe
- Championnats d'Europe 1970 à Barcelone (Espagne)
  -  Médaille d'or du relais 4 × 100 m nage libre
  -  Médaille d'argent du relais 4 × 200 m nage libre
- Championnats d'Europe 1974 à Vienne (Autriche)
  -  Médaille d'argent du 100 m nage libre
  -  Médaille d'argent du relais 4 × 100 m nage libre
  -  Médaille de bronze du relais 4 × 100 m 4 nages
- Championnats d'Europe 1977 à Jönköping (Suède)
  -  Médaille d'argent du 100 m nage libre
  -  Médaille de bronze du relais 4 × 100 m nage libre

## Source
- (en) Cet article est partiellement ou en totalité issu de l’article de Wikipédia en anglais intitulé « Vladimir Bure » (voir la liste des auteurs).